# АРК Д-0
АРК Д-0, познат још и као Истанбул Д-0 је тајни војни објекат смештен делимично подземно са мањим надземним делом као камуфлажом, у граду Коњицу (Босна) а потиче из доба владавине Јосипа Броза и ЈНА.
Објекат је смештен на простору локалитета бивше наменске индустрије ИГМАН у Коњицу, на десној обали реке Неретве. Састоји се од 3 камуфлажне зграде за улазак у подземни објекат изграђен у унутрашњости брда, изнад којег се налази планина Златар. Објекат се налази испод земље, на најдубљој тачки, 280 метара.
Носи назив АРК, што војничким речником изражава армијску резервну команду.
Објекат се састоји из три дела:
1. Спољни део (надземни) који чине три зграде, налик на викендице, а које првенствено служе за камуфлажу за три улаза у објекат,
2. Тунели који повезују спољашњи и штићени део објекта и уједно имају функцију да амортизују нуклеарни удар,
3. Штићени део објекта (штићење климом и другим системима) где је укупно уграђено 21 систем и који сви скупа чине режим рада и техничког одржавања објекта.
Зграда бр.1 уједно је била и надземна Титова резиденција.
Зграда бр.2 служила је за смештај људства које би физички обезбеђивало овај објекат.
Зграда бр.3 служила би за смештај људства које технички брине о објекту.
Основна намена објекта Д-0 је била да прихвати, смести и заштити Штаб Врховне команде ЈНА, ужи део Предсједништва и Владе СФРЈ, да им обезбеди оптималне услове за руковођење и командовање земљом на неодређено време у кризним ситуацијама и у случају од опасности нуклеарног напада на Југославију.
Изградња објекта започела је у марту 1953. године. Пуних 26 година трајали су радови на изградњи овог објекта у највећој тајности, тако да ни грађани општине Коњиц нису знали да се гради овај објекат у њиховој непосредној близини. Објекат «АРК Д-0» је носио ознаку «најстрожа ДРЖАВНА ТАЈНА».
1979. године је објекат званично предат на употребу посади бивше ЈНА коју је сачињавало 16 војних лица. Површина радног простора у објекту је негде око 6.400 m².
Помоћни објекти су у току рата у БиХ. За изградњу објекта «АРК Д-0» утрошено је четири милијарде и 600 МИЛИОНА ( 4,600.000 ) америчких долара иу то време овај објекат је представљао трећу највећу инвестицију ЈНА у војне сврхе. Објекат је могао да прими 350 особа на неограничено време где им се омогућава безбедност од нуклеарног удара јачине до 25 килотона, и услови сталне температуром ваздуха од 21-23 степена и релативне влажности ваздуха од 50-60 промила.